# Campionato italiano di hockey in-line 1997
Il Campionato italiano di hockey in-line 1997 è stata la 2ª edizione del massimo campionato italiano di hockey in-line. Il torneo ha avuto inizio il 4 e si è concluso il 6 luglio 1997.
Lo scudetto è stato conquistato dall'Auer Ora Bolzano per la prima volta nella sua storia.

## Squadre partecipanti
- All Stars Milano
- Aosta Gladiators
- Auer Ora Bolzano
- Cortina

- Diavoli Vicenza
- GSH Giovinazzo
- Milano 24
- SPV Viareggio

## Prima fase

### Girone A
| Squadra          | Pt | G | V | N | P | GF | GS | DG |
| ---------------- | -- | - | - | - | - | -- | -- | -- |
| Auer Ora Bolzano | 9  | 3 | 3 | 0 | 0 | 14 | 6  | +8 |
| Cortina          | 6  | 3 | 2 | 0 | 1 | 8  | 6  | +2 |
| Aosta Gladiators | 3  | 3 | 1 | 0 | 2 | 7  | 13 | -6 |
| All Stars Milano | 0  | 3 | 0 | 0 | 3 | 9  | 13 | -4 |

| Fanano 1997 | Auer Ora Bolzano | 4 – 1 | Cortina |  |

| Fanano 1997 | Auer Ora Bolzano | 5 – 4 | All Stars Milano |  |

| Fanano 1997 | Cortina | 4 – 1 | [[Hockey Club Aosta\|]] |  |

| Fanano 1997 | [[Hockey Club Aosta\|]] | 5 – 4 | All Stars Milano |  |

| Fanano 1997 | Cortina | 3 – 1 | All Stars Milano |  |

| Fanano 1997 | Auer Ora Bolzano | 5 – 1 | [[Hockey Club Aosta\|]] |  |

### Girone B
| Squadra         | Pt | G | V | N | P | GF | GS | DG  |
| --------------- | -- | - | - | - | - | -- | -- | --- |
| Milano 24       | 9  | 3 | 3 | 0 | 0 | 41 | 12 | +29 |
| Diavoli Vicenza | 6  | 3 | 2 | 0 | 1 | 25 | 30 | -5  |
| SPV Viareggio   | 3  | 3 | 1 | 0 | 2 | 14 | 23 | -9  |
| GSH Giovinazzo  | 0  | 3 | 0 | 0 | 3 | 13 | 28 | -15 |

| Fanano 1997 | Milano 24 | 18 – 6 | Diavoli Vicenza |  |

| Fanano 1997 | SPV Viareggio | 5 – 4 | GSH Giovinazzo |  |

| Fanano 1997 | Milano 24 | 9 – 5 | SPV Viareggio |  |

| Fanano 1997 | Diavoli Vicenza | 9 – 8 | GSH Giovinazzo |  |

| Fanano 1997 | Milano 24 | 14 – 1 | GSH Giovinazzo |  |

| Fanano 1997 | Diavoli Vicenza | 10 – 4 | SPV Viareggio |  |

## Fase finale

### Semifinali
| Fanano 1997 | Auer Ora Bolzano | 4 – 3 | Diavoli Vicenza |  |

| Fanano 1997 | Milano 24 | 3 – 5 | Cortina |  |

### Finale 7º posto
| Fanano 1997 | All Stars Milano | 10 – 4 | GSH Giovinazzo |  |

### Finale 5º posto
| Fanano 1997 | Aosta Gladiators | 12 – 3 | SPV Viareggio |  |

### Finale 3º posto
| Fanano 1997 | Milano 24 | 9 – 2 | Diavoli Vicenza |  |

### Finale 1º posto
| Fanano 1997 | Auer Ora Bolzano | 2 – 1 | Cortina |  |

## Verdetti
| Verdetto               | Club                         |
| ---------------------- | ---------------------------- |
| Campione d'Italia 1997 | Auer Ora Bolzano (1º titolo) |